# Melanie Leupolz
Melanie Leupolz (* 14. April 1994 in Wangen im Allgäu) ist eine ehemalige deutsche Fußballspielerin. Sie gehörte in der Saison 2024/25 dem spanischen Erstligisten Real Madrid an, beendete aber im Juni 2025 ihre Karriere. Ab dem 1. Juli 2014 spielte sie beim Bundesligisten FC Bayern München, mit dem sie zweimal die deutsche Meisterschaft gewann. Später beim Chelsea FC Women, mit dem sie viermal die englische Meisterschaft, dreimal den englischen Pokal, zweimal den Ligapokal und einmal den Supercup gewann. Von 2013 bis 2023 spielte Melanie Leupolz für die A-Nationalmannschaft, mit der sie 2013 Europameisterin und 2016 Olympiasiegerin wurde.

## Karriere
Leupolz ist Sportfachwirtin und studiert derzeit Wirtschaftspsychologie.

### Vereine

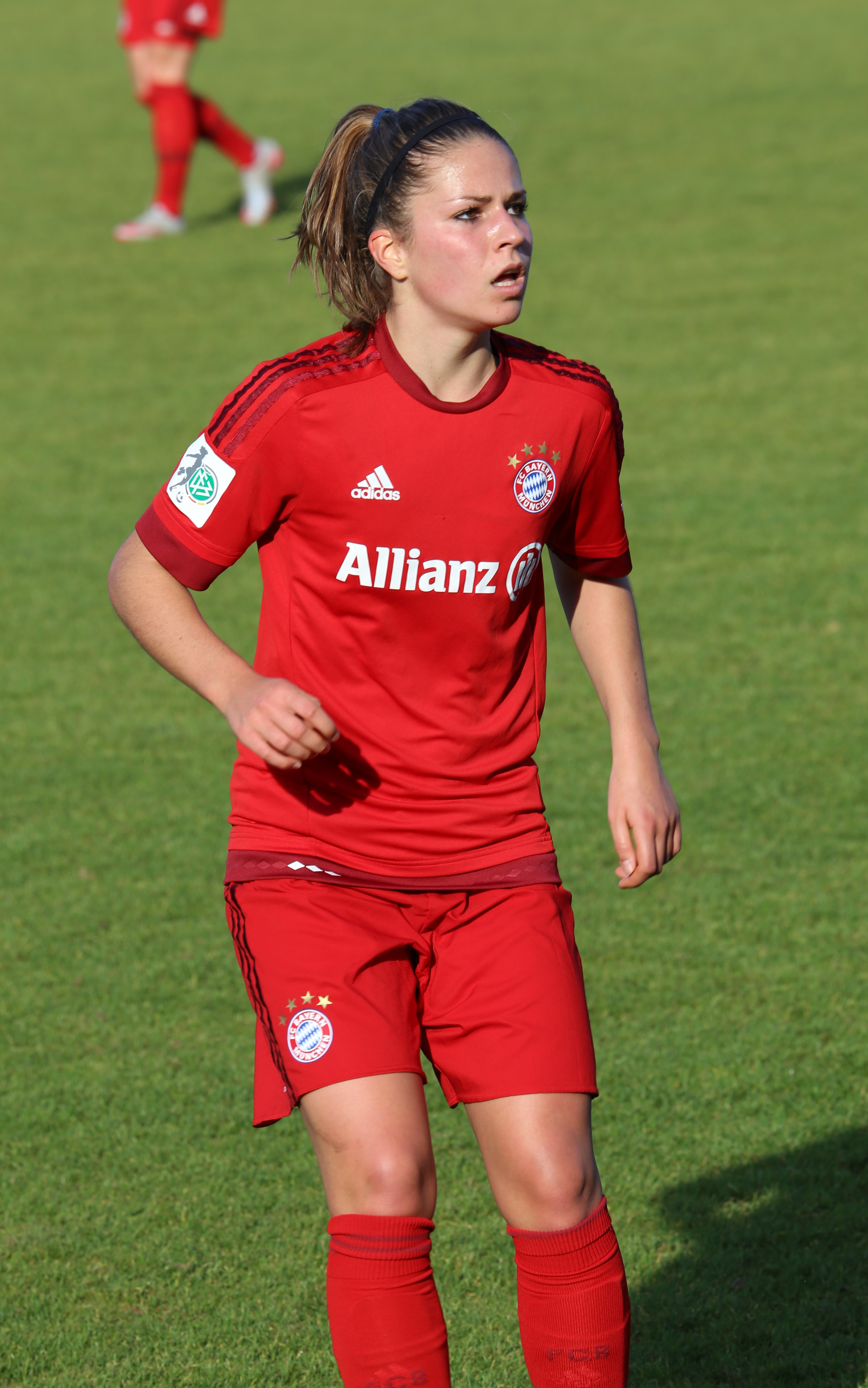
Leupolz mit dem FC Bayern München im DFB-Pokal-Achtelfinale (2015)

Melanie Leupolz gelangte über die Fußballabteilungen der Vereine TSV Ratzenried und TSV Tettnang 2010 zum Zweitligisten SC Freiburg, für den sie am 8. August 2010 in der ersten Runde um den Vereinspokal, beim 7:0-Sieg beim Hegauer FV, mit einem Tor zum Sieg ihrer Mannschaft beitrug. Am Ende ihrer Premierensaison stand der Aufstieg in die Bundesliga fest. Ihr Bundesligadebüt gab sie am 21. August 2011 (erster Spieltag) beim 2:2-Unentschieden im Auswärtsspiel gegen den SC 07 Bad Neuenahr, in dem sie in der 15. Minute mit dem Treffer zum 1:0 auch ihr erstes Tor erzielte.
Am 17. Februar 2014 verkündete sie ihren Wechsel am Saisonende zum FC Bayern München, der sie mit einem Vertrag bis zum 30. Juni 2017 ausstattete. Für die Bayern debütierte sie am 31. August 2014 (erster Spieltag) beim 1:1-Unentschieden im Heimspiel gegen den 1. FFC Frankfurt. Ihr erstes Tor im Trikot des FC Bayern München gelang ihr am fünften Spieltag beim 3:0-Sieg im Auswärtsspiel gegen Bayer 04 Leverkusen mit dem Führungstreffer in der 37. Minute. Gleich in ihrer ersten Saison gewann sie 2015 mit den Münchnerinnen die deutsche Meisterschaft. Leupolz wurde im September 2018 Mannschaftskapitänin und verlängerte im Dezember ihren Vertrag beim FC Bayern München bis zum Sommer 2020.
Zur Saison 2020/21 wechselte sie zum englischen Erstligisten Chelsea FC Women. Mit den Londonerinnen unterlag sie in der Saison 2020/21 im Champions-League-Finale den Spielerinnen des FC Barcelona mit 0:4. 
Am 3. Juli 2024 wurde ihre Verpflichtung zur Saison 2024/25 auf der Website von Real Madrid öffentlich. Am 13. Juni 2025 gab ihr Verein das Ende ihrer Spielerkarriere auf der Website bekannt.

### Nationalmannschaft

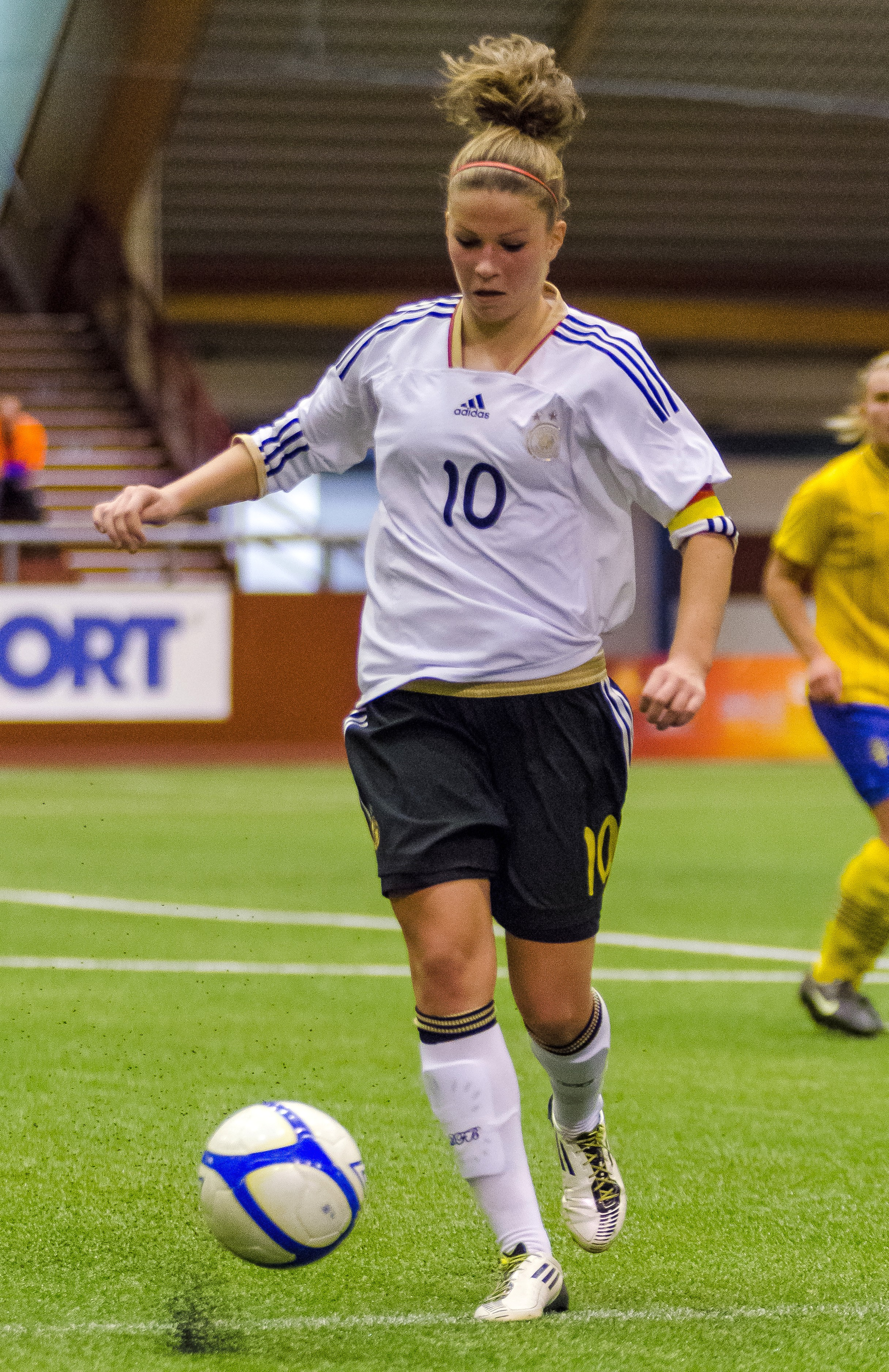
Leupolz in einem U19-Länderspiel gegen Schweden (2012)

Ihr Debüt im Nationaltrikot gab Melanie Leupolz am 15. April 2009 in Rhede beim 5:0-Sieg der U15-Nationalmannschaft im Test-Länderspiel gegen die Auswahl der Niederlande; ihr erstes Länderspieltor erzielte sie am 29. Juli 2009 in Wermelskirchen beim 6:1-Sieg gegen die Auswahl Schottlands mit dem Treffer zum Endstand in der 80. Minute.
Leupolz spielte von 2009 bis 2011 für die U17-Nationalmannschaft; sie debütierte am 6. September 2009 beim 10:0-Sieg gegen die Auswahl Israels. Sie nahm vom 22. bis zum 26. Juni 2010 an der EM 2010 in der Schweiz teil und erzielte am 26. Juni 2010 im Spiel um Platz drei, beim 3:0-Sieg gegen die Auswahl der Niederlande, mit dem Treffer zum zwischenzeitlichen 2:0 in der 56. Minute auch ihr erstes Länderspieltor für diese Auswahlmannschaft. Vom 28. bis zum 31. Juli 2011 nahm sie erneut an der Europameisterschaft teil. Als Spielführerin vergab sie im Elfmeterschießen des Halbfinales den entscheidenden Schuss vom Punkt. Im Anschluss gewann sie mit der Mannschaft das Spiel um den dritten Platz. Von 2011 bis 2013 spielte sie zwölfmal für die U19-Nationalmannschaft und erzielte vier Tore. Ihr Debüt für diese Auswahlmannschaft gab sie am 26. Oktober 2011 in Konz beim 4:0-Sieg gegen die Auswahl Schwedens; ihr erstes Tor erzielte sie am 2. April 2012 in Västerås beim 2:0-Sieg im EM-Qualifikationsspiel gegen die Auswahl Nordirlands mit dem Treffer zum Endstand in der 65. Minute. Sie gehörte bei der Weltmeisterschaft 2012 in Japan dem Kader der U20-Nationalmannschaft an, die bis zum Finale ohne Gegentor blieb. Das Endspiel gegen die USA wurde dann mit 0:1 verloren.
Am 19. Juni 2013 debütierte sie in der A-Nationalmannschaft, die in Paderborn mit 1:0 gegen die Auswahl Kanadas gewann. Mit der Mannschaft nahm sie an der EM 2013 in Schweden teil, bei der sie vier Spiele bestritt; am Ende konnte sie dort den Gewinn der Europameisterschaft feiern. Ihr erstes Länderspieltor erzielte sie am 21. September in Cottbus beim 9:0-Sieg im Qualifikationsspiel zur WM 2015 gegen die Auswahl Russlands mit dem Treffer zum 6:0 in der 76. Minute.
Am 24. Mai 2015 wurde sie von Bundestrainerin Silvia Neid in den endgültigen Kader für die WM 2015 in Kanada berufen. Dort wurde Leupolz in sechs von sieben Spielen eingesetzt und erreichte mit der DFB-Auswahl den vierten Platz. Im letzten Vorrundengruppenspiel gegen Thailand erzielte sie das 1:0 (Endstand 4:0).
2016 wurde sie in den Kader für das olympische Fußballturnier in Brasilien aufgenommen. Mit einem 2:1-Sieg im Finale gegen Schweden gewann das Team die Goldmedaille. Dafür wurde Leupolz zusammen mit den anderen Medaillengewinnern am 1. November 2016 von Bundespräsident Gauck mit dem Silbernen Lorbeerblatt ausgezeichnet.
Wegen einer Knieverletzung konnte sie an der Europameisterschaft 2017 in den Niederlanden nicht teilnehmen. Bei der WM 2019 gehörte sie wieder dem deutschen Team an. Leupolz kam in vier Partien zum Einsatz, im letzten Vorrundenspiel gegen Südafrika gelang ihr der Führungstreffer. Durch das Ausscheiden im Viertelfinale verpasste die Mannschaft die Qualifikation für die Olympischen Spiele 2020.
Am 7. März 2022 gab ihr Verein FC Chelsea bekannt, dass sie ihr erstes Kind erwartet und daher in der Saison 2021/22 keine Spiele mehr bestreiten wird. Damit fiel sie auch für die EM in England aus. Ihr Sohn kam im September 2022 zur Welt.
Für die WM 2023 im Sommer 2023 in Australien und Neuseeland wurde Leupolz für den Kader nominiert; ihren Sohn nahm sie mit. Leupolz kam im ersten Gruppenspiel gegen Marokko zum Einsatz und schied mit Deutschland in der Vorrunde aus. Im September 2023 beendete sie ihre Nationalmannschaftskarriere.

## Erfolge
- Europameister: 2013
- Algarve-Cup: Sieger 2014, 2020
- Olympiasieger: 2016
- U-17-Europameisterschaft: Dritter Platz 2010, Dritter Platz 2011 (2011 als Spielführerin)
- U-20-Weltmeisterschaft: Finalist 2012
- Deutscher Meister: 2015, 2016
- DFB-Pokal: Finalist 2018
- Englischer Meister: 2021, 2022,  2023, 2024
- FA Community Shield: 2020
- FA WSL Continental Tyres Cup: 2021
- FA Women’s Cup: 2021, 2022, 2023
- UEFA Women’s Champions League: Finalist 2021

## Auszeichnungen
- Preisträgerin der Fritz-Walter-Medaille 2011 in Bronze (beste Nachwuchsspielerin U-17)[20]
- Preisträgerin der Fritz-Walter-Medaille 2013 in Gold (beste Nachwuchsspielerin U-19)[21]
- „Spielerin der Saison“ 2014/15[22]

## Sonstiges
Am 4. Juni 2016 nahm sie anlässlich der Fußball-EM 2016 der Herren für das Team Deutschland an der Fernsehsendung Das ProSieben Länderspiel teil.